# 타데오사우루스

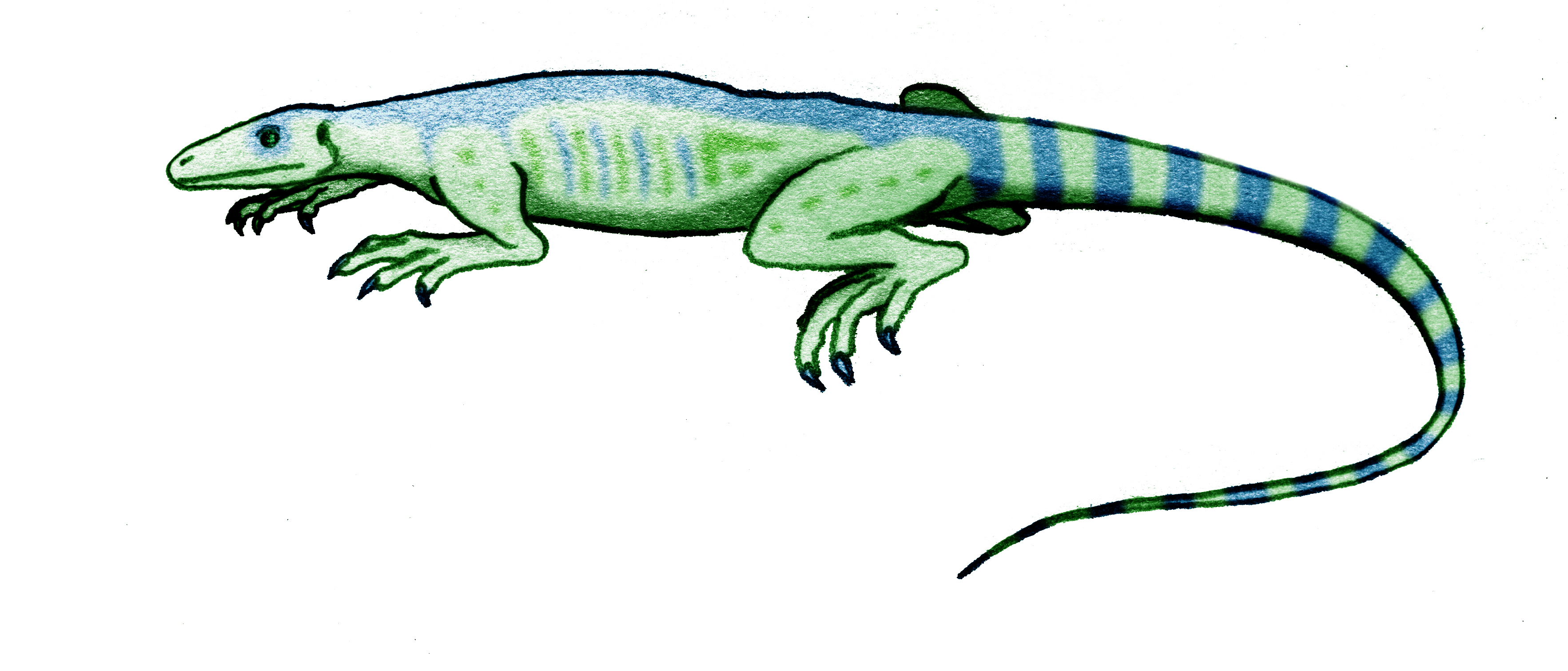

타데오사우루스(학명:Thadeosaurus colcanapi)는 도마뱀목 어린나방과에 속하는 도마뱀이다. 지금은 멸종된 종으로서 전체적인 몸길이가 50~60cm인 작은 도마뱀에 속한다.

## 특징
타데오사우루스는 도마뱀처럼 생긴 동물로서 이 동물의 총 길이 60 센티미터(24인치)의 약 3분의 2를 차지하는 매우 긴 꼬리를 가지고 있었다. 반면 발을 키웠다 이후 발가락은 아직도 부딪히게 될 것 또 강력한 걸음이 되어 주는 뒷다리가 발달되었고 특히 앞 부리가 길었으며 강한 유방뼈와 결합하여 앞가슴의 힘을 증가시킨 것으로 이는 타데오사우루스가 아마도 훌륭한 달리기 선수였음을 의미한다. 레이즈 외 연구진(2011년)의 연구결과에 따르며 다른 초기 디옵시드 중 타데오사우루스의 계통생성학적 위치를 보여준다. 타데오사우루스(Thadeosaurus)는 영닌과과에 속하는 디앱시드 파충류의 멸종된 속이다. 화석은 1981년의 마다가스카르 모론다바 분지의 로어 사카메나 형성(사카메나 그룹)에서 발견되었으며, 페름기 말기부터 트라이아스기 초기까지 거슬러 올라간다. 타데오사우루스는 앞다리도 매우 길게 잘 발달되어 있으며 눈이 크고 꼬리도 길었다. 양턱에는 총 15~20개의 톱니 모양을 가진 이빨을 가지고 있으며 이를 통해 먹이를 사냥했을 것으로 보인다. 먹이로는 당대에 서식했던 곤충, 절지동물, 식물의 잎을 주로 먹고 살았을 잡식성의 도마뱀으로 추정되는 종이다.

## 생존시기와 서식지와 화석의 발견
타데오사우루스가 생존했던 시기는 고생대의 페름기와 중생대의 트라이아스기로서 지금으로부터 2억 9000만년전~2억 2000만년전에 생존했던 종이다. 생존했던 시기에는 아프리카와 마다가스카르를 중심으로 하는 대륙에서 주로 서식했던 도마뱀이다. 화석의 발견은 1981년에 아프리카의 트라이아스기에 형성된 지층에서 아프리카의 고생물학자들에 의하여 처음으로 화석이 발굴되어 새롭게 명명된 종이다.

## 같이 보기
- 파충류
- 고생대
- 중생대
- 페름기
- 트라이아스기
- 도마뱀
- 화석